# Hellboy (film fra 2019)
Hellboy er en amerikansk film instrueret af Neil Marshall, filmen er baseret på Dark Horse Comics figuren med samme navn.

## Medvirkende
- David Harbour som Hellboy
- Milla Jovovich som Nimue the Blood Queen
- Daniel Dae Kim som Ben Daimio
- Ian McShane som Professor Bruttenholm
- Sasha Lane som Alice Monaghan
- Thomas Haden Church som Lobster Johnson
- Penelope Mitchell som Ganeida
- Sophie Okonedo som Lady Hatton

## Eksterne Henvisninger
- Hellboy på Internet Movie Database (engelsk)
- Hellboy på Filmdatabasen
- Hellboy på Scope
- Hellboy i Svensk Filmdatabas (svensk)
- Hellboy på AlloCiné (fransk)
- Hellboy på MovieMeter (nederlandsk)
- Hellboy på AllMovie (engelsk)
- Hellboy på Turner Classic Movies (engelsk)
- Hellboy på The Movie Database (engelsk)
- Hellboy på Rotten Tomatoes (engelsk)